# ジョー・ヒックス (内野手)
ジョセフ・アンソニー・ヒックス（Joseph Anthony "Joe" Hicks , 1957年7月15日 - ）は、アメリカ合衆国インディアナ州出身の元プロ野球選手（内野手）。

## 来歴・人物
フロリダ州立大学を経て、1978年にシカゴ・カブスと契約。カブス傘下のAAA級アイオワで1984年に36本のホームランを放ち、本塁打王のタイトルを獲得。2011年にブライアン・ラヘアが38本で記録を塗り替えるまで27シーズンの間、球団記録となる。しかし当時のシカゴ・カブスでは、一塁手にはレオン・ダーラムが固定され、さらには右打者を必要としないチーム事情からメジャーへの昇格がならず、1985年にオークランド・アスレチックスからの勧誘を断り、阪急ブレーブスに入団、当初はブーマー・ウェルズとのコンビで重量打線を期待された。
だが外角への変化球に全く対応できず三振の山を築き、終わってみれば規定打席未満でありながら91試合で59安打ながら22本塁打という驚異的な数字を残すも、打率は二割強で、リーグ2位タイとなる91三振を喫する。また腹が出た体格から守備や走塁にも問題があり、同年10月10日にシーズン終了を待たず解雇となり、帰国した。ブーマーがユニフォームを忘れてしまった際、ヒックスのユニフォームを借りる案が出たが、ブーマーが「俺はあんなにデブじゃない」と断ったというエピソードが残っている。
1987年にニューヨーク・ヤンキース傘下のAA級アルバニー・コロニー、A級プリンス・ウイリアムにてコーチ兼任でプレーしたのを最後に、メジャー経験は無いまま現役引退。
現在は、故郷のインディアナ州でカイロプラクティックの専門医として活躍しているとのこと。

## 詳細情報

### 年度別打撃成績
| 年 度     | 球 団     | 試 合 | 打 席 | 打 数 | 得 点 | 安 打 | 二 塁 打 | 三 塁 打 | 本 塁 打 | 塁 打 | 打 点 | 盗 塁 | 盗 塁 死 | 犠 打 | 犠 飛 | 四 球 | 敬 遠 | 死 球 | 三 振 | 併 殺 打 | 打 率 | 出 塁 率 | 長 打 率 | O P S |
| --------- | --------- | ----- | ----- | ----- | ----- | ----- | -------- | -------- | -------- | ----- | ----- | ----- | -------- | ----- | ----- | ----- | ----- | ----- | ----- | -------- | ----- | -------- | -------- | ----- |
| 1985      | 阪急      | 91    | 325   | 285   | 41    | 59    | 6        | 0        | 22       | 131   | 57    | 1     | 0        | 0     | 5     | 34    | 2     | 1     | 91    | 8        | .207  | .289     | .460     | .749  |
| 通算：1年 | 通算：1年 | 91    | 325   | 285   | 41    | 59    | 6        | 0        | 22       | 131   | 57    | 1     | 0        | 0     | 5     | 34    | 2     | 1     | 91    | 8        | .207  | .289     | .460     | .749  |

### 記録
NPB
- 初出場・初安打：1985年4月6日、対南海ホークス戦（阪急西宮球場）、6番・DHで先発し、4打数1安打
- 初本塁打：1985年4月13日、対近鉄バファローズ戦（藤井寺球場）、6回に村田辰美から左越2ラン

### 背番号
- 3 （1985年）